# Epicherema
L'epicherema o epicheirema (in greco antico: ἐπιχείρημα?, da ἐπιχειρέω, letteralmente "metter mano a qualche cosa"), detto anche sillogismo catafratto (cioè armato pesantemente), è termine usato da Aristotele per definire il sillogismo dialettico o retorico; questo tipo di sillogismo è fondato su premesse che vengono illustrate per mezzo di argomentazioni.
L'orazione di Cicerone Pro Milone può essere considerata un esempio di epicherema.